# Centralny Cmentarz Komunalny w Toruniu
Centralny Cmentarz Komunalny w Toruniu – największa toruńska nekropolia, założona w 1976 roku.

## Lokalizacja
Cmentarz znajduje się w północnej części miasta, w dzielnicy Katarzynka, przy trasie wylotowej na Gdańsk - od północy i wschodu ograniczony nieużytkami, od południa ulicą Stalową, zaś od zachodu ulicą Grudziądzką. Główne wyjście do cmentarza znajduje się przy ulicy Grudziądzkiej 192.

## Historia
Budowę dużego cmentarza komunalnego dla mieszkańców Torunia, władze miasta planowały już w latach 30. XX wieku. Wtedy to architekt miasta, Ignacy Tłoczek, zaproponował założenie nekropolii we wschodniej części miasta, czyli w dzisiejszej dzielnicy Rubinkowo, w sąsiedztwie Fortu II dawnej Twierdzy Toruń. Planów tych jednak nigdy nie zrealizowano.
Na przełomie lat 60. i 70. XX wieku rozpoczęto prace przygotowawcze do budowy Centralnego Cmentarza Komunalnego w dzisiejszej lokalizacji. Pierwsze pochówki na tym cmentarzu odbyły się w 1976 roku.
5 października 2014 roku odbyło się poświęcenie zbiorowego grobu - miejsca pamięci Dziecka Utraconego.

## Pochowani
Spoczywają tu m.in.:
- Halina Turska (1901–1979) – językoznawca, profesor UMK
- Stanisław Paczkowski (1933-1989) - wojewoda toruński w latach 1981–1982
- Adam Lewandowski (1906-1992) - przewodniczący Miejskiej Rady Narodowej w latach 1959–1963
- Teodor Błachowiak (1908-1994) - przewodniczący Miejskie Rady Narodowej w latach 1949-1954
- Zdzisław Ciara (1932–1990) – konserwator zabytków województwa bydgoskiego, dyrektor Muzeum Okręgowego w Toruniu[4]
- Ignacy Dudojć (1950–1999) – działacz podziemnej Solidarności, podsekretarz stanu w III RP
- Tadeusz Konarski (1924–2000) – samorządowiec, przewodniczący Miejskie Rady Narodowej w Toruniu w latach 1954–1959 i 1963–1974[5][6]
- Witold Armon (1924–2002) – bibliotekoznawca, etnolog, lituanista, związany z Uniwersytetem Mikołaja Kopernika[7]
- Lucjan Borowiecki (1925–2000) – chemik, profesor UMK
- Jarosław Mianowski (1966–2009) – muzykolog, profesor Uniwersytetu im. Adama Mickiewicza w Poznaniu
- Edward Hyra (1938–2009) – generał brygady WP, komendant Wyższej Szkoły Lotniczej w Dęblinie
- Roman Kościecha (1949–2009) – żużlowiec
- Andrzej Majchrzakowski (1958–2011) – maratończyk, triathlonista, ironman, nauczyciel
- Edward Towgin (1923–2012) – pułkownik LWP, d-ca 25 Samodzielnego Dywizjonu Dowozu Rakiet
- Tadeusz Wandzel – podpułkownik LWP, d-ca 1 Batalionu Szturmowego
- Wanda Gugnacka-Fiedor (1945–2019) – biolog, profesor Uniwersytetu Mikołaja Kopernika w Toruniu